# Federico García Lorca

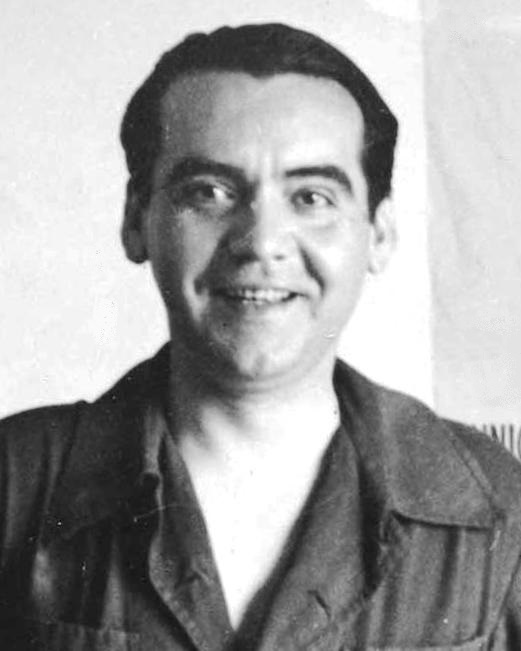
Federico García Lorca (1932)

Federico del Sagrado Corazón de Jesús García Lorca [feðeˈɾiko ðel saˈɣɾaðo koɾaˈθon de xeˈsus ɣaɾˈθi.a ˈloɾka], gemeinhin bekannt als Federico García Lorca (* 5. Juni 1898 in Fuente Vaqueros, Provinz Granada; † 19. August 1936 in Víznar nahe Granada), war ein spanischer Lyriker und Dramatiker. Er gehört zu den führenden Gestalten der Generación del 27, zu der Dichter wie Vicente Aleixandre, Dámaso Alonso, Rafael Alberti, Pedro Salinas, Jorge Guillén oder Gerardo Diego zählen. Zusammen mit Ramón del Valle-Inclán erneuerte er das spanische Theater, das in spätromantischen Formeln und in einem flachen Naturalismus erstarrt war.

## Leben

### Kindheit und Jugend in Granada (1898–1919)

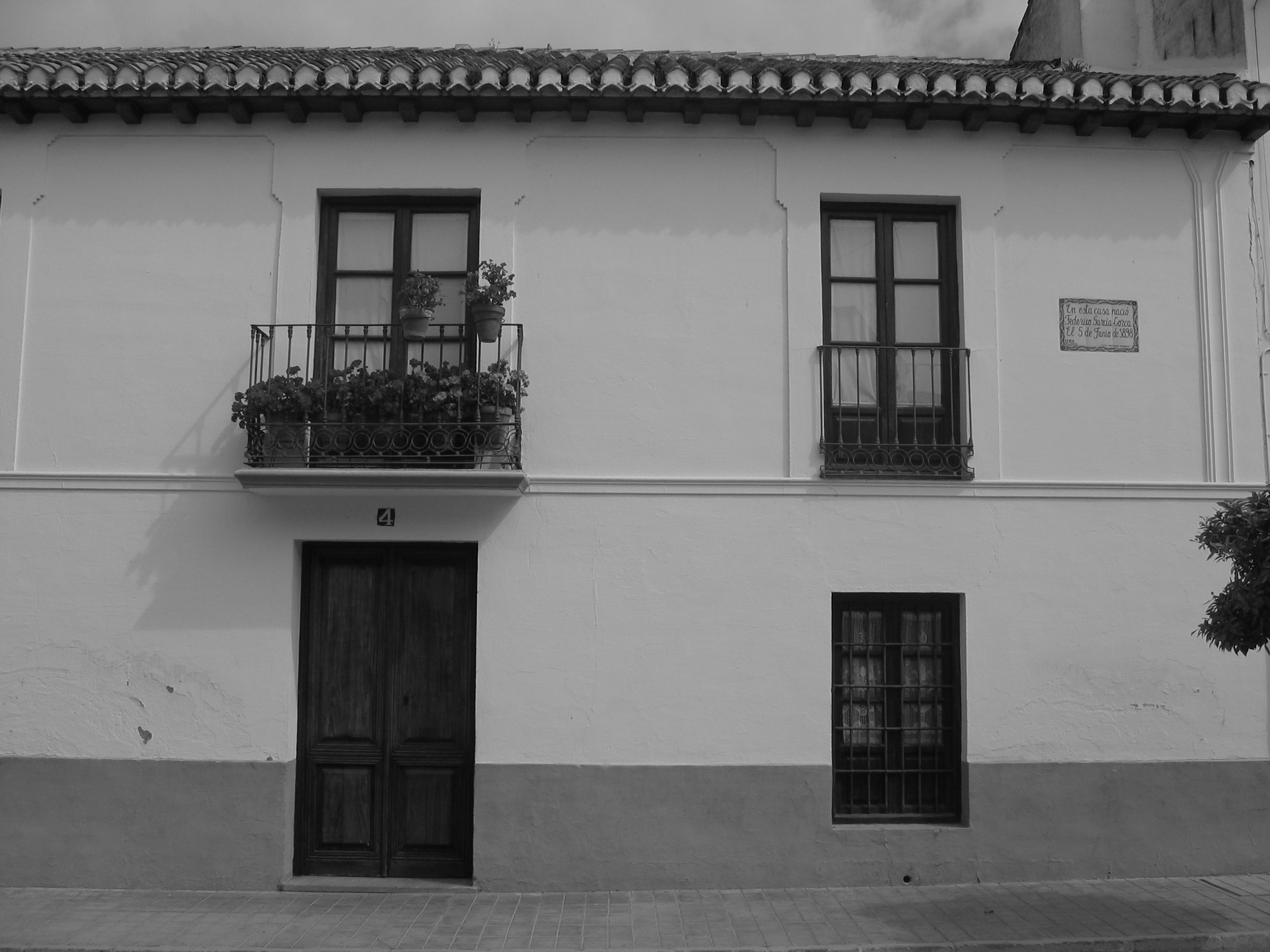
Geburtshaus von García Lorca in Fuente Vaqueros

Federico García Lorca wuchs im ländlichen Fuente Vaqueros auf, in der fruchtbaren Vega de Granada. Sein Vater Federico García Rodriguez (Enkel von Antonio García Vargas), der nach dem Tod seiner ersten Frau ein großes Vermögen geerbt und vermehrt hatte, war ein wohlhabender adliger Landwirt, patriarchalisch, aber liberal gesinnt. Seine Mutter (aus der Familie Lorca) war eine an Musik und Literatur interessierte Dorfschullehrerin. Zu den Spielgenossen seiner Kindheit gehörten sein jüngerer Bruder Francisco, seine kleinen Schwestern Concha und Isabel und die zahlreichen Kinder der in Fuente Vaqueros lebenden Verwandten. 1909 zog die Familie in die Provinzhauptstadt Granada, wo der Vater ein ansehnliches Haus mit Garten im Stadtzentrum mietete. Während seiner Schulzeit erhielt Federico Musikunterricht und er begeisterte sich so für die Musik (insbesondere für die spanische und andalusische Folklore sowie den Flamenco), dass er nach seinem Schulabschluss ein Musikstudium erwog. Der Vater war aber für ein Jurastudium an der Universität in Granada und so immatrikulierte sich der Siebzehnjährige nicht nur in der juristischen, sondern auch in der philosophischen Fakultät. Als Student verkehrte Federico vornehmlich in den künstlerischen und literarischen Kreisen der Provinzhauptstadt und machte seine ersten Schreibversuche. Die dichterischen Vorbilder dieser Lehrjahre waren Rubén Darío, der Schöpfer des Modernismo und die Wegbereiter der spanischen Lyrik des zwanzigsten Jahrhunderts, die Andalusier Antonio Machado und Juan Ramón Jiménez. Ihr Einfluss schlug sich im ersten Gedichtband des jungen Federico nieder, der 1918 unter dem Titel Impresiones y paisajes erschien und dessen Druck vom Vater finanziert wurde.

### In der MadriderResidencia de Estudiantes(1919–1929)

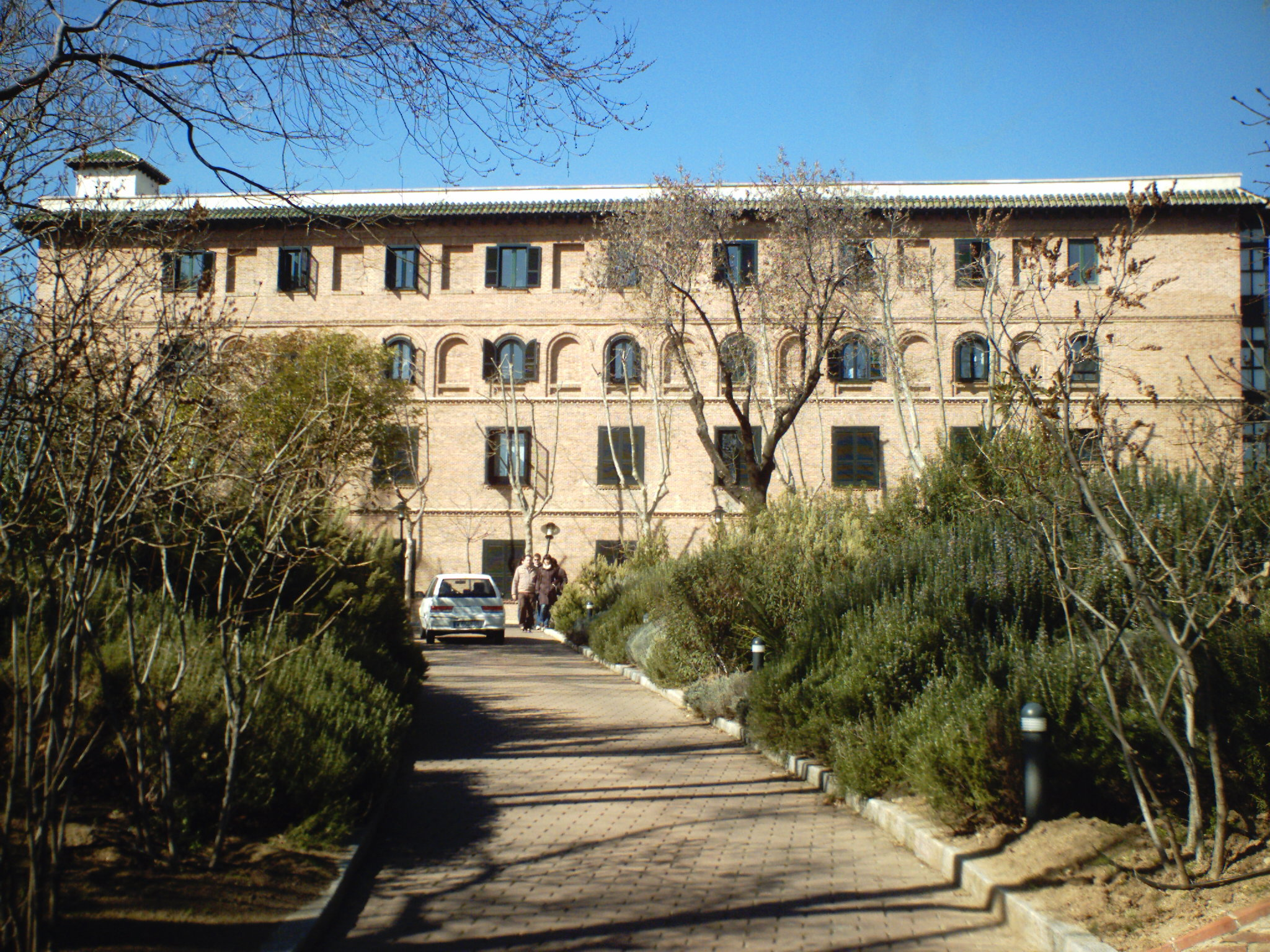
Residencia de Estudiantes in Madrid

Mit diesem Erstlingswerk unter dem Arm machte sich Garcia Lorca im Frühjahr 1919 nach Madrid auf, um dort dem Wunsch seines Vaters entsprechend an der Universität das Studium abzuschließen, aber auch mit dem Vorsatz, sich in der Hauptstadt am künstlerischen und intellektuellen Leben zu beteiligen. Er zog in die Residencia de Estudiantes ein, eine 1910 nach dem Vorbild der Kollegien von Oxford und Cambridge nach liberalen und weltoffenen Grundsätzen gegründeten Institution. Dort fand er nicht nur die ideale Atmosphäre zum Studieren und Schreiben, sondern auch zum freundschaftlichen und intellektuellen Austausch. In der Residencia wurde er bald zum Mittelpunkt eines weiten Freundeskreises, zu dem der junge Katalane Salvador Dalí, der an der Madrider Kunstakademie San Fernando Malerei studierte, und der angehende Filmemacher Luis Buñuel zählten. Zwischen Lorca und Dalí entstand eine enge Freundschaft, die durch künstlerische Affinität und durch Besuche Lorcas in Dalís Elternhaus in Cadaqués gefestigt wurde.

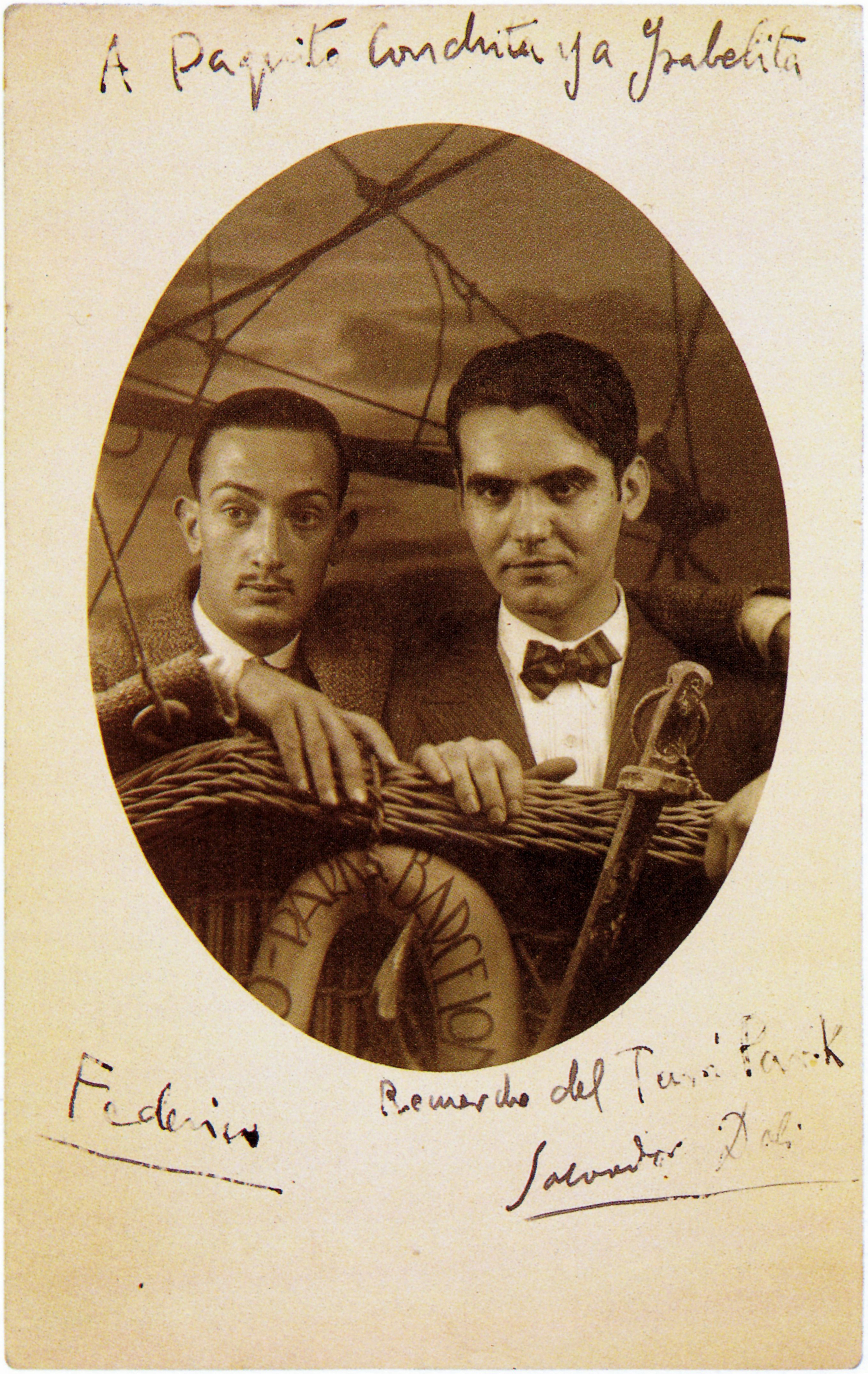
Salvador Dalí und Federico García Lorca in Barcelona 1925

Bald fand Lorca, der 1921 seinen zweiten Gedichtband Libro de poemas publizierte, auch den Anschluss an das Madrider Theaterleben. Trotz eines ersten Misserfolgs mit dem modernistischen Stück El maleficio de la mariposa, das 1920 nur vier Vorführungen im Teatro Eslava erlebte, entstand 1922 die Tragicomedia de don Cristóbal y la señá Rosita, eine Farce im Stil des französischen Puppentheaters, die zwar nicht auf die Bühne gelangte, aber als Fingerübung zu dem späteren Werk La zapatera prodigiosa (1930) betrachtet wird. In diesen intensiven Jahren bis 1925 entstanden auch die Gedichte, die 1927 unter dem Titel Canciones erschienen, das modernistische Drama Mariana Pineda, das ebenfalls 1927 aufgeführt wurde, und vor allem die ersten Entwürfe zum Gedichtband Romancero gitano, der 1928 im Verlag der von Ortega y Gasset herausgegebenen Revista de Occidente erschien und Lorca schlagartig berühmt machte. In den Gedichten des Romancero, in denen das traditionelle Volkslied – romance – mit neuen Inhalten versehen und formell erweitert wird, gipfelt die erste Schaffensperiode des Dichters. Auf persönlicher Ebene fiel der Erfolg des Romancero mit dem Ende der Freundschaft mit Dalí zusammen, der im Frühjahr 1929 nach Paris zog, um mit Buñuel an dem Film Un chien andalou zu arbeiten.

### Reise nach New York und Kuba (1929–1930)
Der Bruch mit Dalí, der auch künstlerisch motiviert war, und der außerordentliche Publikumserfolg des Romancero trugen zu einer schweren Krise bei, der Lorca durch eine weite und lange Reise nach den USA und Kuba zu entrinnen versuchte. Im Juni 1929 reiste er in Begleitung eines Freundes der Familie, Fernando de los Ríos, über Paris und London nach New York. Dort richtete er sich in einem Studentenheim der University of Columbia ein und belegte einige Englischkurse, die er aber nicht regelmäßig besuchte. Er zog es vor, die riesige Metropole zu durchwandern und sich von ihr beeindrucken zu lassen, wie er in seinen Briefen nach Hause berichtete. Im Sommer verbrachte er mehrere Wochen bei amerikanischen Freunden in Eden Mills, Vermont, wo er an seinen New Yorker Eindrücken, den späteren Gedichten des Zyklus Poeta en Nueva York, arbeitete, und kehrte dann wieder nach New York und in sein Studentenzimmer in Columbia zurück. In einem Brief an die Eltern schrieb er: „Habe etwas fürs Theater angefangen, das interessant werden kann. Man muss an das Theater der Zukunft denken, was es jetzt in Spanien gibt, ist tot. Entweder wird das Theater radikal verändert oder es stirbt aus. Es gibt keine andere Lösung.“ Er bezog sich damit auf sein surrealistisches Drama Así que pasen cinco años. Am 29. Oktober erlebte er den historischen Börsenkrach an der Wall Street, den er in Poeta en Nueva York thematisierte.
Im Frühling 1930 reiste Lorca nach Kuba, wo er eingeladen von der Institución Hispano-Cubana de Cultura drei Monate verbrachte. In Havanna wurde er stürmisch empfangen und als Autor des Romancero gitano gefeiert. An seine Familie schrieb er: „Vergesst nicht, dass in Amerika ein Dichter mehr ist als ein Fürst in Europa.“ Er hielt im, aus einem 1775 gegründeten kleinen Theaterbau (scherzhaft „Kolosseum“ genannt) 1803 hervorgegangenen Teatro Principal de la Comedia in Havanna mehrere Vorträge über spanische Kinderlieder (Canciones de cuna españolas), über den barocken Dichter Luis de Góngora und über den andalusischen cante jondo, er arbeitete auch an zwei Theaterstücken Así que pasen cinco años und El Público, sowie an der Oda a Walt Whitman, die stilistisch zum New Yorker Gedichtszyklus gehören.
Lorca war homosexuell, haderte jedoch damit und verbarg seine sexuelle Orientierung vor seiner Familie. In dieser Zeit, insbesondere in Kuba, begann er seine Homosexualität offener auszuleben.
Im Frühjahr 1930 schickte sich Lorca zur Rückkehr nach Spanien an, wo inzwischen durch den Sturz der Diktatur des Generals Primo de Rivera am 18. Januar 1930 eine brisante politische Situation herrschte. „Ich lese jeden Tag mit großem Interesse die Berichte über die Lage in Spanien. Das ist ja ein Vulkan“, schrieb er noch im Frühjahr an die Familie.

### Die Jahre des Erfolgs (1931–1935)

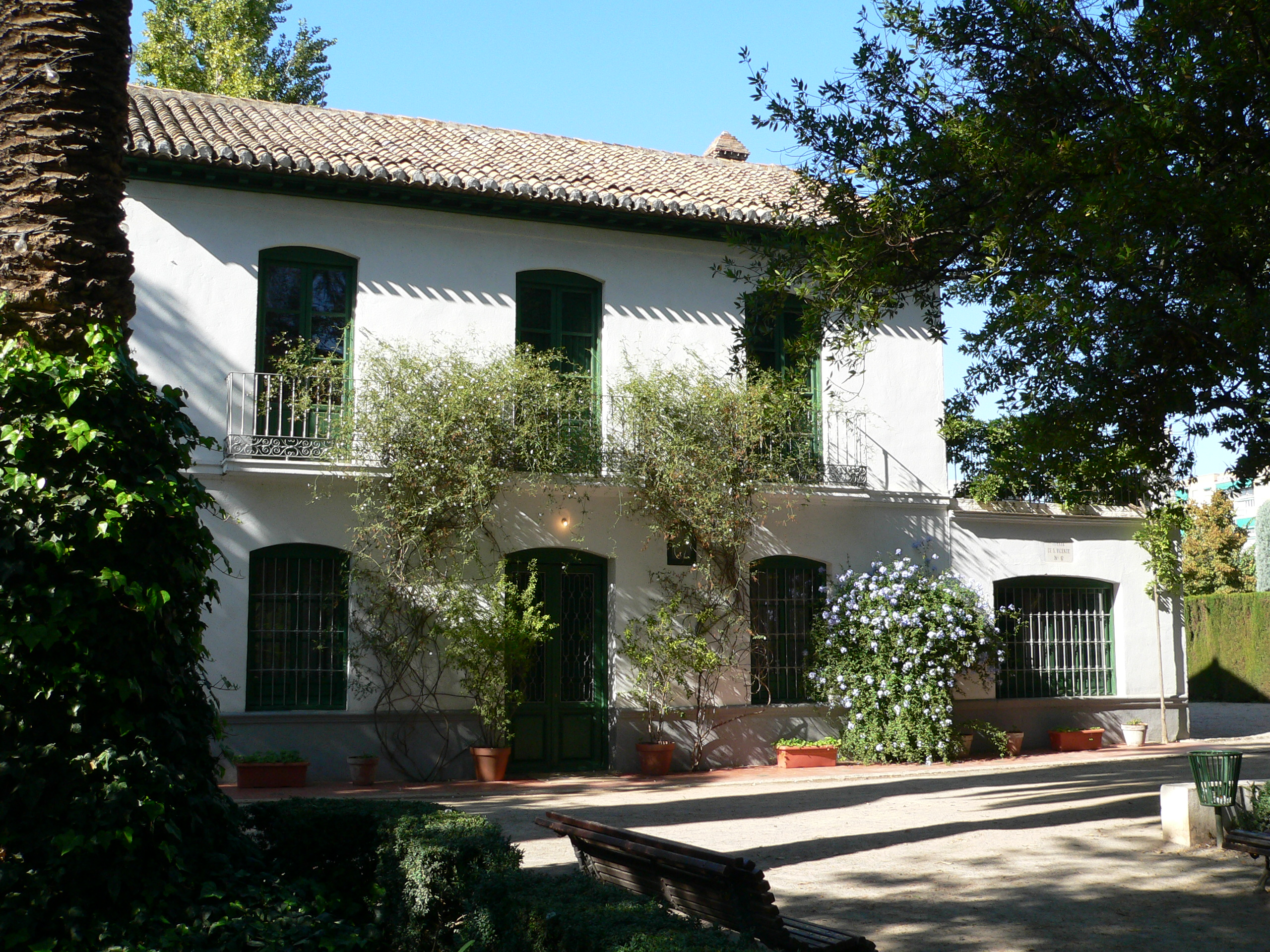
Huerta de San Vicente, García Lorcas Sommerhaus in Granada

Als Lorca am 1. Juli 1930 in Granada eintraf, hatte sich die politische Lage im Land sehr verändert. Die Monarchie Alfons XIII., unter dessen Zeichen die Kindheit und Jugend des Dichters gestanden hatten, wankte. Den Kommunalwahlen am 12. April des folgenden Jahres 1931, die den republikanischen Parteien eine große Mehrheit einbrachten, folgte am 14. April die Abdankung des Königs und die Ausrufung der Republik. Von Haus aus liberal gesinnt, durch seinen Aufenthalt in der Residencia de Estudiantes für freiheitliche Ideen und soziale Gerechtigkeit eingenommen, begrüßte Lorca wie viele Spanier auch die Republik und trat für ihre demokratischen Ziele ein.
Er übernahm sogleich die Führung der von Madrider Studenten Ende 1931 gegründeten Wanderbühne La Barraca, die das Theater in die Dörfer bringen sollte. Als Regisseur, Schauspieler, Bühnenbildner, Musiker oder Bühnenarbeiter reiste er mit der Barraca durchs Land und führte auf improvisierten Bühnen einem so erstaunten wie aufmerksamen Publikum die Werke von Cervantes, Lope de Vega, Tirso de Molina und Calderón vor. Im Sommer 1932 schloss er das eigene Stück Bodas de sangre (Bluthochzeit) ab, an dem er seit dem Sommer 1931 gearbeitet hatte. Die Premiere fand am 8. März 1933 im Madrider Teatro Beatriz statt und war sowohl ein gesellschaftliches Ereignis, als auch ein großer Erfolg für den Autor. Im Aufwind dieses Erfolges reiste Lorca im September 1933 nach Argentinien und Uruguay. In Buenos Aires, wo er überschwänglich empfangen wurde, traf er Victoria Ocampo, die Herausgeberin der literarischen Zeitschrift Sur, und den chilenischen Dichter Pablo Neruda, der ein guter Freund wurde. Am 25. Oktober fand in Buenos Aires die amerikanische Premiere von Bodas de sangre statt. Die Schauspielerin Lola Membrives, die in diesem Stück die Rolle der Mutter spielte, und ihr Ensemble führten anschließend La zapatera prodigiosa (am 1. Dezember 1933) und Mariana Pineda (am 12. Januar 1934) auf. Er wohnte im Hotel Castelar.
Bei seiner Rückkehr nach Spanien im Frühjahr 1934 fand Lorca eine unruhige politische Lage vor. Die Parlamentswahlen des Novembers 1933 hatten eine konservative Regierung an die Macht gebracht. Die sozialen Spannungen entluden sich in der Revolution von Asturien im Oktober 1934, „aus der sowohl die Rechte wie die Linke mit einer revolutionären Einstellung hervorgingen“, wie der Historiker Vicens Vives schreibt. Lorca verfasste zu dieser Zeit eines seiner berühmtesten Gedichte, den Llanto a Ignacio Sánchez Mejías, zu Ehren seines im Sommer während einer Corrida von einem Stier getöteten Stierkämpfer-Freunds Sánchez Mejías. In seinen Erinnerungen beschreibt der damalige chilenische Botschafter Carlos Morla Lynch den tiefen Eindruck, den der Dichter mit der Vorlesung des Gedichts am 4. November auf seine Freunde machte. Ende des Jahres 1934 fand die Premiere von Yerma, dem neuen Theaterstück Lorcas, im Madrider Teatro Español statt. Die Aufführung mit Margarita Xirgu, der „Grande Dame“ des damaligen spanischen Theaters, in der Hauptrolle wurde trotz anfänglicher Störungsversuche durch Rechtsextremisten ein großer Erfolg.
Lorcas Durchbruch im Jahr 1935 war beispiellos. Nicht nur auf dem Gebiet des Theaters, auf dem Yerma im Teatro Español mit Bodas de sangre und La zapatera prodigiosa in der Aufführung von Lola Membrives im Teatro Coliseum konkurrierten, auch der Romancero gitano war mit sechs Auflagen „der meistverkaufte Gedichtband des Jahrhunderts“. Im September begleitete Lorca die Xirgu nach Barcelona, wo sie Yerma und Bodas de sangre präsentierte. Anschließend fand am 12. Dezember im Teatre Principal die Uraufführung von Doña Rosita la soltera statt, dem jüngsten Stück des Autors.

### Tod 1936

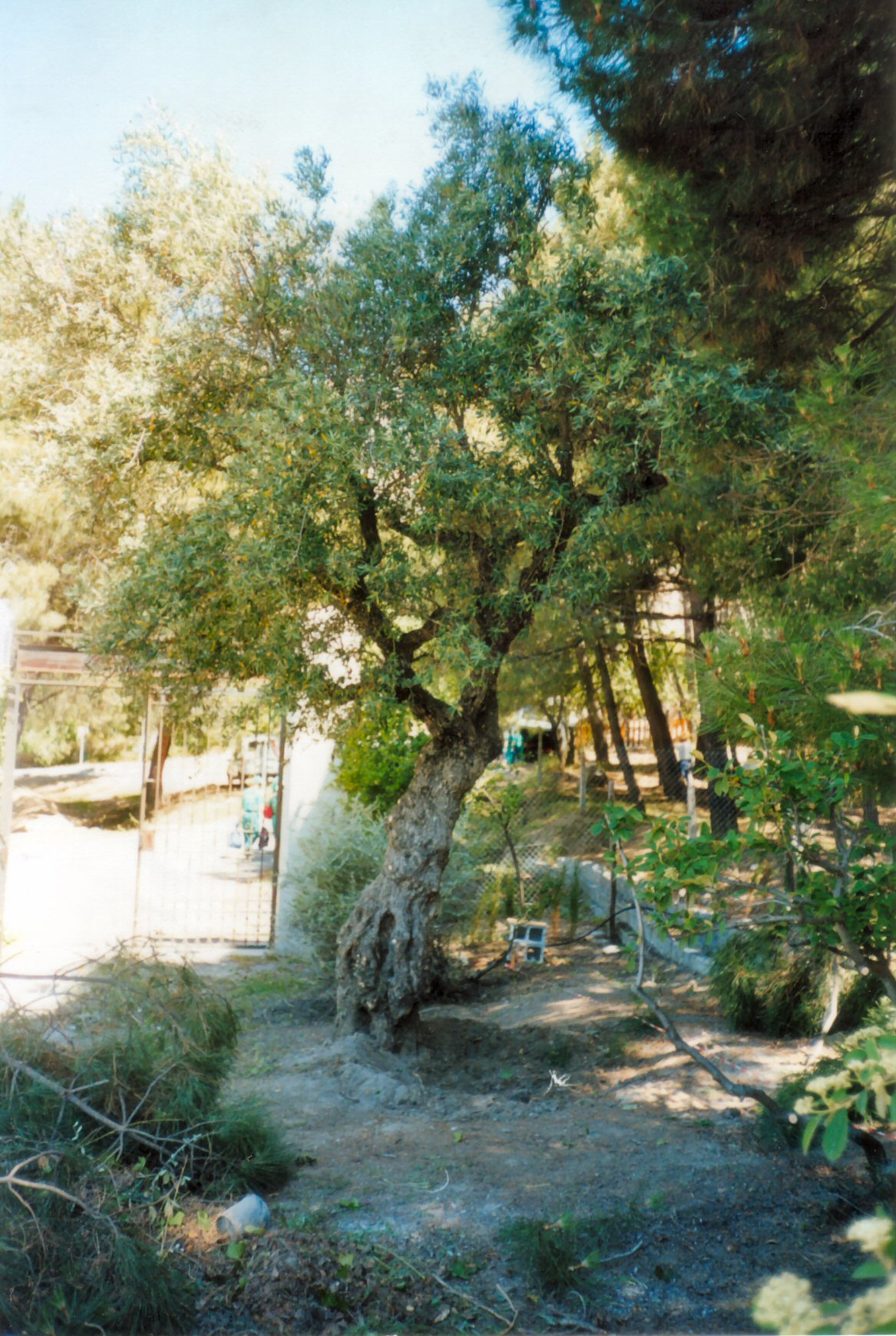
Olivenbaum bei Víznar

Lorca hatte Ende 1935 vor, Margarita Xirgu auf ihrer Mexiko-Tournee zu begleiten, blieb aber in Madrid und erlebte die Parlamentswahlen vom Februar 1936, die eine Koalition der liberalen und linken Parteien, die Volksfrontregierung unter der Führung von Manuel Azaña, an die Macht brachten. Die Radikalisierung der extremen Flügel sowohl der rechten als auch der linken Parteien des politischen Spektrums, die zu Straßenschlachten und Vergeltungsaktionen führte, wurde von den Putschvorbereitungen des Heeres begleitet. Im Juni und Juli weilte Lorca noch im sommerlichen Madrid. Er hatte sein jüngstes Theaterstück La casa de Bernarda Alba („Bernarda Albas Haus“) beendet, und bevor sich seine Freunde zur Sommerfrische verstreuten, las er ihnen sein Werk vor. Auch er wollte den Sommer fern von Madrid bei den Eltern in Granada verbringen, verschob aber immer wieder die Abreise, die dann am Abend des 13. Juli durch die Ereignisse stattfand. In Granada begab sich Lorca in die Huerta de San Vicente, ein einfaches Landhaus in Stadtnähe, wo die Familie den Sommer zu verbringen pflegte. Am 18. Juli fand landesweit der befürchtete Putsch statt, der von den Offizieren der Garnison in Marokko unter der Führung des Generals Francisco Franco angeleitet wurde. Der Militäraufstand setzte sich nicht in ganz Spanien durch, und das Land zerfiel in zwei sich feindlich gegenüberstehende Teile. Der Spanische Bürgerkrieg hatte begonnen. Granada war wie Sevilla oder Córdoba eine der andalusischen Städte, in denen die Putschisten siegten.
Der Hispanist Ian Gibson hat in seiner Untersuchung La represión nacionalista en Granada en 1936 y la muerte de García Lorca die Daten über diese Ereignisse erstmals zusammengetragen und publiziert. Nach Gibsons Darstellung, die er mit weiteren Publikationen – Granada 1936. El asesinato de García Lorca und der dreibändigen Lorca-Biografie von 1987 – untermauerte, verließ der Dichter, als der von den Putschisten entfesselte Terror gegen alle Volksfront-Anhänger Schlimmes verhieß, das Landhaus der Eltern und suchte Zuflucht in der Stadt bei der befreundeten Familie Rosales. Obwohl deren Söhne in der lokalen Organisation der Falange, der am Militärputsch beteiligten faschistischen Organisation, führend waren, konnten sie nicht verhindern, dass ihr Freund Lorca am 16. August mit großem Polizeieinsatz in ihrem Haus verhaftet wurde. Er wurde unter dem Kommando des ehemaligen CEDA-Abgeordneten Ramón Ruiz Alonso in das Gobierno Civil gebracht, das Hauptquartier der aufständischen Militärs, wo er einige Tage festgehalten wurde. Von dort wurde er in der Nacht nach Víznar in der Umgebung Granadas transportiert und bei Morgengrauen auf der Landstraße nach Alfacar zusammen mit drei anderen Republikanern (Dióscoro Galindo González, Joaquín Arcollas und Francisco Galadí) vermutlich am 18. oder 19. August vom Großgrundbesitzer und Franquisten Juan Luis Trescastro erschossen. Er wurde gleich am Straßenrand begraben. Auf dem Totenschein wurde „Tod infolge kriegsbedingter Verletzungen“ vermerkt. Zu dieser Tat hatte General Gonzalo Queipo de Llano, der Kommandant der Putschisten in Sevilla, dem falangistischen Zivilgouverneur José Valdés Guzmán telefonisch seinen Segen gegeben. Der Mord an Federico García Lorca war bis 1975 in Spanien ein gesellschaftliches Tabu.
Im Rahmen des 2007 von der Regierung Zapatero verabschiedeten „Gesetzes über das historische Gedenken“ (Ley de Memoria Histórica) wurde 2009 in Víznar mit öffentlichen und privaten Mitteln ergebnislos nach dem vermuteten Grab García Lorcas gesucht. 2014 folgte ein zweiter Versuch, das Grab ausfindig zu machen, der ebenfalls fehlschlug. Die Familie des Dichters hat sich wiederholt gegen diese Exhumierungsversuche ausgesprochen. 2015 tauchte ein bis dahin unbekanntes Polizeigutachten aus Granada vom 9. Juli 1965 auf, in dem die Ermordung Lorcas von den franquistischen Behörden eingeräumt wurde. Der Bericht enthält verschiedene neue Details zum Ablauf des Verbrechens, darunter auch eine allerdings ungenaue Beschreibung der Grabstelle. Außer allgemeinen Anschuldigungen als „Sozialist“, „Freimaurer“ und „praktizierendem Homosexuellen“ habe gegen den Dichter „konkret nichts vorgelegen“ und er habe vor seiner Erschießung ein „Geständnis“ nicht bezeichneten Inhalts abgelegt.

## Werke

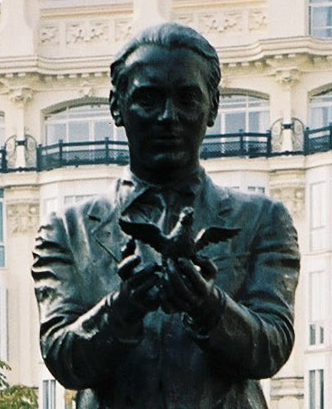
Lorca-Statue auf der Plaza de Santa Ana in Madrid

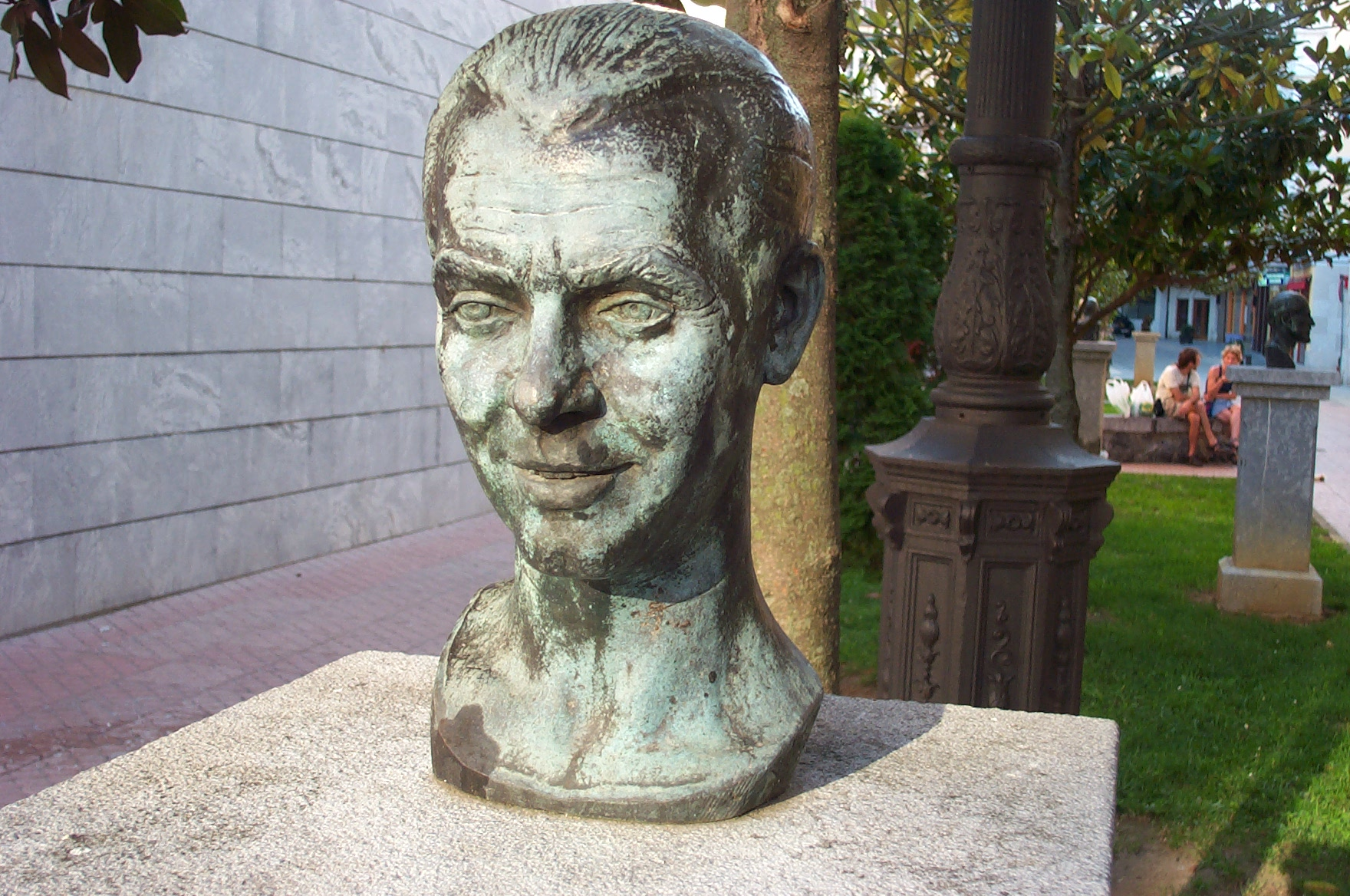
Büste von Federico García Lorca in Santoña, Cantabrien

### Gedichte
- Impresiones y paisajes (1918)
- Libro de poemas (1921)
- Canciones (1927)
- Romancero gitano (1928)
- Poeta en Nueva York (1929)
- Poema del cante jondo (1931)
- Canciones populares españolas (1931)
- Llanto por Ignacio Sánchez Mejías (1935)
- Seis poemas gallegos (1935)
- Primeras canciones (1936)
- Diván del Tamarit (1934 begonnen, 1940 postum publiziert)

### Theater
- El maleficio de la mariposa (1920)
- Tragicomedia de Don Cristóbal y la señá Rosita (1922)
- Mariana Pineda (1927)
- La zapatera prodigiosa (1930)
- El Público (1930)
- Retablillo de Don Cristóbal (1931)
- Así que pasen cinco años (1931)
- Bodas de sangre (1933)
- Amor de Don Perlimplín con Belisa en su jardín (1933)
- Yerma (1934)
- Doña Rosita la soltera (1935)
- La comedia sin título (1935), unvollendet; 2018 ergänzt von Alberto Conejero[55]
- La Casa de Bernarda Alba (1936)

### Werkausgaben
- Obras completas, 8 Bände. Hrsg. Guillermo de Torre, Losada, Buenos Aires 1938
- Obras completas, 1 Band. Hrsg. Arturo del Hoyo, Aguilar, Madrid 1954
- Obras completas, 12 Bände. Hrsg. Mario Hernández, Alianza, Madrid 1981 (Taschenbuchausgabe)
- Obras completas, 3 Bände. Hrsg. Arturo del Hoyo, Aguilar, Madrid 1986
- Œuvres complètes, 2 Bände. Hrsg. André Belamich, La Pléiade, Gallimard, Paris 1981 und 1990

### Übersetzungen ins Deutsche
Die Übersetzungen der Lorca-Texte ins Deutsche waren lange umstritten. Der langjährige Übersetzer Enrique Beck hatte von den Erben die Exklusivrechte für Übersetzungen ins Deutsche erhalten. Diese Übersetzungen wurden wiederholt Zielscheibe der Kritik, insbesondere durch Harald Weinrich, Hans Magnus Enzensberger und Gustav Siebenmann. Mittlerweile wurden Lorcas Werke von verschiedenen Übersetzern neu übertragen.

#### Auswahl
- sorpresa, unverhofft. Ausgewählte Gedichte 1918–1921, deutsch von José F. A. Oliver, Berlin 2015
- Die Gedichte. Spanisch-Deutsch. Hrsg. Ernst Rudin und José Manuel Lopez. Ausgewählt und übertragen von Enrique Beck, Göttingen 2008
- Die Stücke, deutsch von Thomas Brovot, Hans Magnus Enzensberger, Susanne Lange, Rudolf Wittkopf, Frankfurt Main, 2007
- Dichter in New York, deutsch von Martin v. Koppenfels, Frankfurt Main, 2005
- Zigeunerromanzen, deutsch von Martin Koppenfels, Frankfurt Main, 2002.
- Das Publikum / Komödie ohne Titel, zwei Stücke aus dem Nachlass, deutsch von Rudolf Wittkopf, Frankfurt Main, 1998
- Doña Rosita bleibt ledig oder Die Sprache der Blumen, deutsch von Enrique Beck, Berlin
- Bluthochzeit, deutsch von Enrique Beck, Wiesbaden 1952.

## Vertonungen von Lorca-Werken

### In der spanischen Musik
Werke von Federico García Lorca fanden und finden in der spanischen Musik mannigfach Verwendung. Vor allem im Flamenco, für dessen ursprüngliche, nicht-kommerzielle Aufführung er sich interessierte und (etwa zusammen mit seinem Freund Manuel de Falla, den er bei einem Vortrag von Gedichten in Granada kennengelernt hatte, mit dem erstmals 1922 in Granada stattfindenden spektakulären Gesangswettbewerb Concurso de Cante jondo) einsetzte, kehren seine Themen häufig wieder. Einige Beispiele sind:
- La Argentinitas Interpretation seiner Canciones populares españolas, erschienen 1932 bei La voz de su amo. In der Originalaufnahme begleitete Federico García Lorca selbst Argentinitas Gesang auf dem Klavier.[61][62][63] Rosario und Antonio interpretierten später mehrfach einige der Lieder aus dem Zyklus im Tanz.[64][65] In den 1950er Jahren legte La voz de su alma eine Neuaufnahme von vier der Lieder mit verschiedenen Interpreten auf.[66] 1994 gab Audivis eine Neuaufnahme des gesamten Zyklus heraus, gesungen von Carmen Linares.[66]
- Sein Gedicht Diálogo del Amargo[67] wurde mehrfach aufgegriffen. José Granero griff es Anfang der 1980er Jahre in seiner Choreografie El Amargo auf.[68] El Güito brachte seine Choreografie und sein Tanz zu Diálogos del Amargo 1982 den ersten Preis des Theaterfestivals von Sitges ein.[69] José Antonio Ruiz choreografierte es für das Ballet Español de Madrid und tanzte die Rolle des Pferdes Jinete.[70]
- Belén Maya, Isabel Bayón und Rafaela Carrasco tanzten 1997 in Los flamencos cantan y bailan a Lorca zur Choreographie von Mario Maya.[71][72][73]
- Matilde Coral als Choreografin und El Farruco als Tänzer brachten Anfang der 1970er Jahre die Choreografie Preciosa y el aire zu Versen von Federico García Lorca, Rafael Alberti und Miguel Hernández auf die Bühne.[74]
- María Pagés brachte 1994 als Beitrag zur Biennale von Sevilla 1994 mit ihrer Kompanie De la luna al viento auf die Bühne. Das Stück bot ein musikalisches und tänzerisches Porträt Andalusiens zu Versen von Federico García Lorca.[75]
- Romance sonámbulo wurde in verschiedenen Versionen als Gesangsstück arrangiert. Eine Interpretation als Tanzlied findet sich in Carlos Sauras Film Flamenco von 1995.[76] Eine weitere bekannte Interpretation wurde von Ana Belén und Manzanita gesungen.[77]
- Zur Biennale 2002 brachte Javier Barón Dime auf die Bühne, eine Hommage an Federico García Lorca.[78]
- Belén Maya griff 2004 mit der Compañía Andaluza de Danza in Los caminos de Lorca erneut Themen des Dichters auf.[71]

### Sonstige
- Francis Poulenc, Trois chansons de Federico García Lorca, Komposition für Stimme und Klavier, (1947)
- Heitor Villa-Lobos, Yerma, Oper nach dem gleichnamigen Stück (1955)
- Wolfgang Fortner, Bluthochzeit, Oper nach Bodas de sangre (1957)
- Henri Tomasi, Concerto pour guitare á la memoire d’un poète assassiné Federico García Lorca, (1966)
- Dmitri Schostakowitsch, Sinfonie Nr. 14 Op. 135, 1969. Bei den ersten beiden Sätzen handelt es sich um Vertonungen der Gedichte De profundis und Malagueña (1921)
- Tim Buckley, Lorca,  (1970)
- George Crumb, Ancient Voices of Children, für Sopran, Knabensopran, Oboe, Mandoline, Harfe, E-Piano und Schlagzeug, (1970)
- Udo Zimmermann, Sinfonia come un grande lamento, in memoriam Federico Garcia Lorca (1977)
- Hans Werner Henze, El rey de Harlem, Kammeroper, Uraufführung Wittener Tage für Neue Kammermusik, (1980)
- Udo Zimmermann, Die wundersame Schustersfrau nach der „farsa violenta“ La zapatera prodigiosa (1930) von Federico García Lorca in der Übersetzung (1954) von Enrique Beck.
- Leonard Cohen, Take this Waltz, Lied in: I’m your Man (CD), (1988)
- Flavio Testi, Mariana Pineda, Oper in drei Aufzügen, Uraufführung Erfurt, (2007)
- Roland Schmidt, La sombra de mi alma, Liederzyklus für Sopran und Percussionquartett, (2012)
- Reginald Smith-Brindle: Four Poems of Garcia Lorca. [für Gitarre]. Schott, Mainz (= Edition Schott. Band 11368).
- Einojuhani Rautavaara, "Suite" de Lorca, für gemischten Chor, (1973)
- Aribert Reimann, Bernarda Albas Haus, Oper in drei Akten (2000)